# دژ هایکلیف
دژ هایکلیف (انگلیسی: Highcliffe Castle) در چریستچورچ، دورست در جنوب انگلستان واقع شده‌است. این قلعه بین سال‌های ۱۸۳۱ تا ۱۸۳۵ میلادی ساخته شد.